# Савойя
Савойя (фр. Savoie, итал. Savoia, франкопров. Savouè, лат. Sapaudia) — историческая область на юго-востоке Франции у подножия Альп. 
Некоторое время существовала в качестве самостоятельного герцогства, которое в период своего расцвета включало территории Ниццы, Генуи, Женевы и Пьемонта. С 1860 года в составе Франции, хотя именно Савойская династия становится правящей во вновь созданной Италии. В современной Франции на территории Савойи расположены 2 департамента — Савойя и Верхняя Савойя.

## История

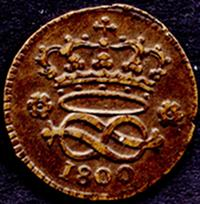
«савойский» геральдический узел на савойской монете 1800 года достоинством в 2 динара

Савойя впервые упомянута в IV веке как местность в Римской Галлии под именем Сабаудия. В 443 году её с разрешения римлян заняли остатки побеждённых гуннами бургундов, которые сделали её исходным пунктом для дальнейших завоеваний в долине Роны. После распада монархии Каролингов Савойя вошла в состав Бургундии.

### В составе Священной Римской империи
В 1032 году Савойя вместе с Бургундией вошла в состав Священной Римской империи. Первым графом Савойи стал Гумберт Белая Рука (его потомки впоследствии занимали итальянский трон). Его сын Одо посредством брака, заключённого в 1050 году с Адельгейдой, дочерью и наследницей Манфреда, маркграфа Туринского, соединил под одной властью Савойю и Пьемонт.
Все, следовавшие за ним савойские графы, в борьбе между гвельфами и гибеллинами были постоянными союзниками императоров; им удалось расширить несколько свои наследственные владения как в Италии, так и в Альпийской области (ныне Швейцарии); так, например, граф Пьер II (умер в 1268) присоединил к Савойе кантон Во. При его племянниках, Томасе III и Амадее V, Пьемонт и Савойя разделились. Амадей V, граф Савойский, был возведён в звание имперского князя. Амадей VII (1383—1391) присоединил в 1388 году к Савойе графство Ницца.

### Савойское герцогство
В 1416 году — савойский граф Амадей VIII становится герцогом в составе Священной римской империи. В 1418 году к савойскому герцогству присоединён Пьемонт, а в 1422 году — Генуя.
В 1530—1536 годах, при герцоге Карле III, Савойя потеряла Женеву, Во и другие владения в Швейцарии. В 1536 году французы во время войны с императором Карлом V заняли Турин, потом почти весь Пьемонт и Савойю; только в 1559 году Эммануил Филиберт, сын Карла III, успел обратно отвоевать свои родовые владения, кроме некоторых крепостей, которые были возвращены ему позднее. Его управление может считаться концом феодальной системы и началом просвещённого абсолютизма.
Сын его Карл-Эммануил I (1580—1630), честолюбивый и беспокойный, вовлёк страну в многочисленные войны, в особенности с Францией. Герцог Виктор-Амадей II в Войне за испанское наследство присоединился сперва к Людовику XIV, потом (1703) перешёл на сторону Австрии. Вследствие этого почти все его государство было занято французами, и только победа Евгения Савойского при Турине (1706) восстановила его власть.
По Утрехтскому миру 1713 года Виктор-Амадей II получил Монферрат, значительную часть герцогства Миланского и остров Сицилию, с титулом короля. Взамен Сицилии, которая в 1718 году была завоёвана испанцами, он получил по Лондонскому договору 1720 года остров Сардинию. С тех пор Савойя, Пьемонт и Сардиния составили одно Сардинское королевство.

### В составе Франции
В 1792—1794 годах территория Савойи была оккупирована войсками революционной Франции и включена в состав этой страны (в качестве так называемого департамента Монблан). Под властью Франции Савойя оставалась до 1815 года, после чего Венским конгрессом она была возвращена в состав Сардинского королевства.
В 50-е годы XIX века император французов Наполеон III вновь выдвинул претензии на Савойю. Для целей захвата этой области наполеоновское правительство использовало борьбу Сардинии с Австрийской империей за объединение Италии, согласно заключённому между Францией и Сардинией Пломбьерскому соглашению 1858 года Сардиния обязалась уступить Франции, в обмен на её помощь против Австрии, Савойю и Ниццу.
В 1860 году после Австро-итало-французской войны 1859 года и присоединения к Сардинскому королевству Ломбардии, Пармы, Тосканы, Модены и Романьи Наполеон III добился от сардинского правительства заключения Туринского договора, по которому сардинский король Виктор Эммануил II фактически передавал Франции Савойю вместе с Ниццей. Правда, при этом была соблюдена формальность плебисцита, но были приняты меры, чтобы плебисцит оказался в пользу присоединения. Уступка этой территории вызвала большое раздражение против правительства; его выразил в очень резкой речи Джузеппе Гарибальди, сам уроженец Ниццы.
Присоединённая к Франции, Савойя образовала 2 департамента, Савойю и Верхнюю Савойю.

## Савойская династия
Родоначальник Савойского дома — Гумберт (Умберто) I Белорукий, первый граф Морьена (Савойи) (с 1032 года), о котором имеются достоверные известия. Прозвание  Белорукий (Albimanus) получил столетия спустя благодаря своей порядочности либо щедрости.
Старшая линия Савойского дома угасла в 1831 году и её место заняла, в лице Карла-Альберта, младшая Кариньянская ветвь, происходящая от Томаса, младшего брата Виктора-Амадея I, герцога Савойского (1630—37). Сын Карла-Альберта вступил на сардинский престол в 1849 году; с 1861 года он звался Виктором-Эммануилом II, королём Италии. Его сын, Умберто I, царствовавший с 1878 года, второй король объединённой Италии.

## Достопримечательности
В Савойе расположены многочисленные горные курорты. Поэтому в 1992 году здесь, в городе Альбервиле, проходили зимние Олимпийские игры. Также в этом крае находится город Эвиан-ле-Бен, всемирно известный своими минеральными водами.

## Историко-географические карты

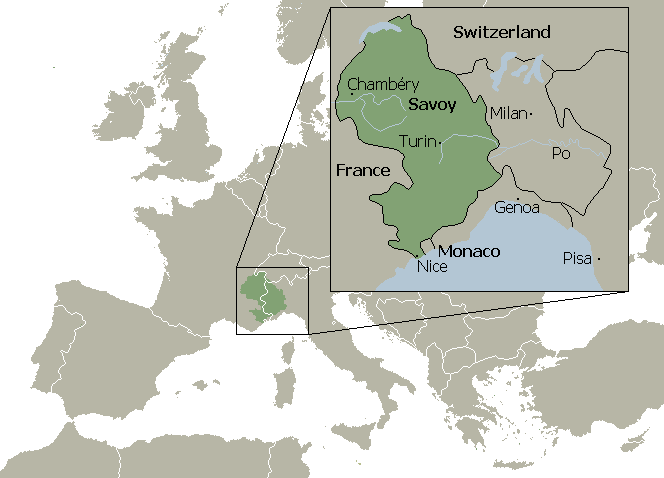
Границы Савойи в XV веке. Белые линии — границы современных государств
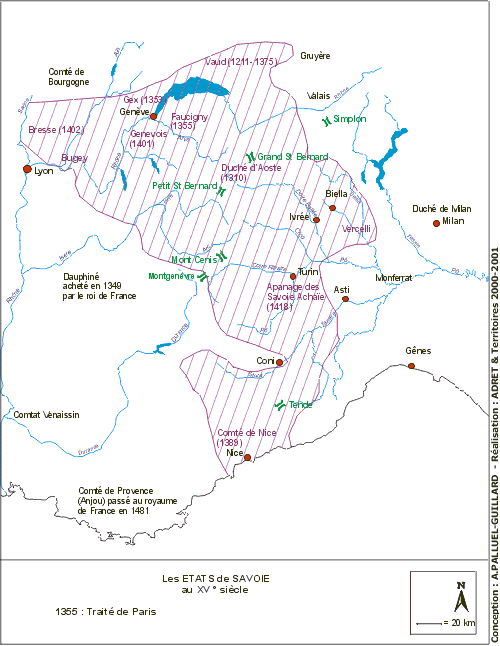
Савойя в 15 веке
Республики и королевства Италии в 1494 году
Республики и королевства Италии в 1796 году
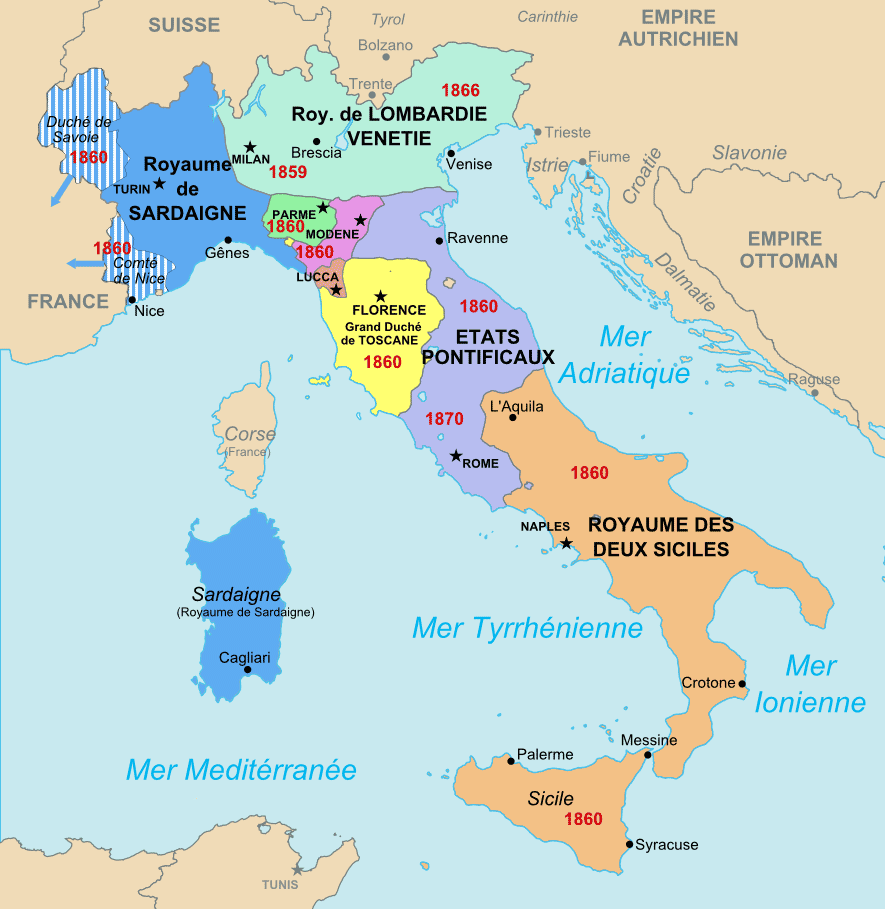
Вторжение и французская аннексия итальянских областей Ницца и Савойя в 1860 году